# Castelnuovo (Montenegro)
Castelnuovo (anche Castelnuovo di Cattaro o Castelnuovo in Dalmazia; in montenegrino e serbo Herceg Novi/Херцег Нови, già Ercegnovi; in veneto Castelnòvo o Castelnòvo de Càtaro; in greco-bizantino Νεόκαστρον/Neókastron) è un comune del Montenegro situato nella Dalmazia meridionale lungo la costa adriatica, all'ingresso delle Bocche di Cattaro, non lontano dal confine con la Croazia.
Castelnuovo, con 12 739 abitanti, è capoluogo e centro principale del comune che si estende dalla penisola di Prevlaka allo Stretto delle Catene (Verige). La cittadina è un centro turistico di prim'ordine.

## Geografia fisica

### Clima
L'area delle Bocche di Cattaro è caratterizzata da un clima mediterraneo con estati secche e calde ed inverni miti. Castelnuovo è poi dotata di un microclima particolare, dovuto all'esposizione della città verso sud, alla vicinanza del mare aperto e all'entroterra montagnoso che impedisce il passaggio di masse di aria fredda.
Durante l'anno a Castelnuovo vi sono circa 200 giornate di sole, con una media di 10,7 ore diurne a luglio ed agosto. La temperatura media annuale è di 16,2 °C, con oscillazioni diurne di 4 °C. La temperatura media da maggio a settembre si aggira intorno ai 25 °C, il che permette una stagione balneare di quasi cinque mesi (la temperatura dell'acqua in estate è tra 22 e 26 °C).
Per quanto riguarda le precipitazioni, la media è di 1 930 mm. Il tasso di umidità dell'aria varia tra il 63% dell'estate e l'80% dell'autunno.
Oltre ad essere famosa per la salubrità del clima, Castelnuovo è un rinomato centro di cura, grazie ai fanghi marini di Igalo (igaljsko blato), leggermente radioattivi, che vengono utilizzati per numerose applicazioni terapeutiche. La città è del pari un centro termale, nota per le sue fonti (igaljske slatine).

## Storia

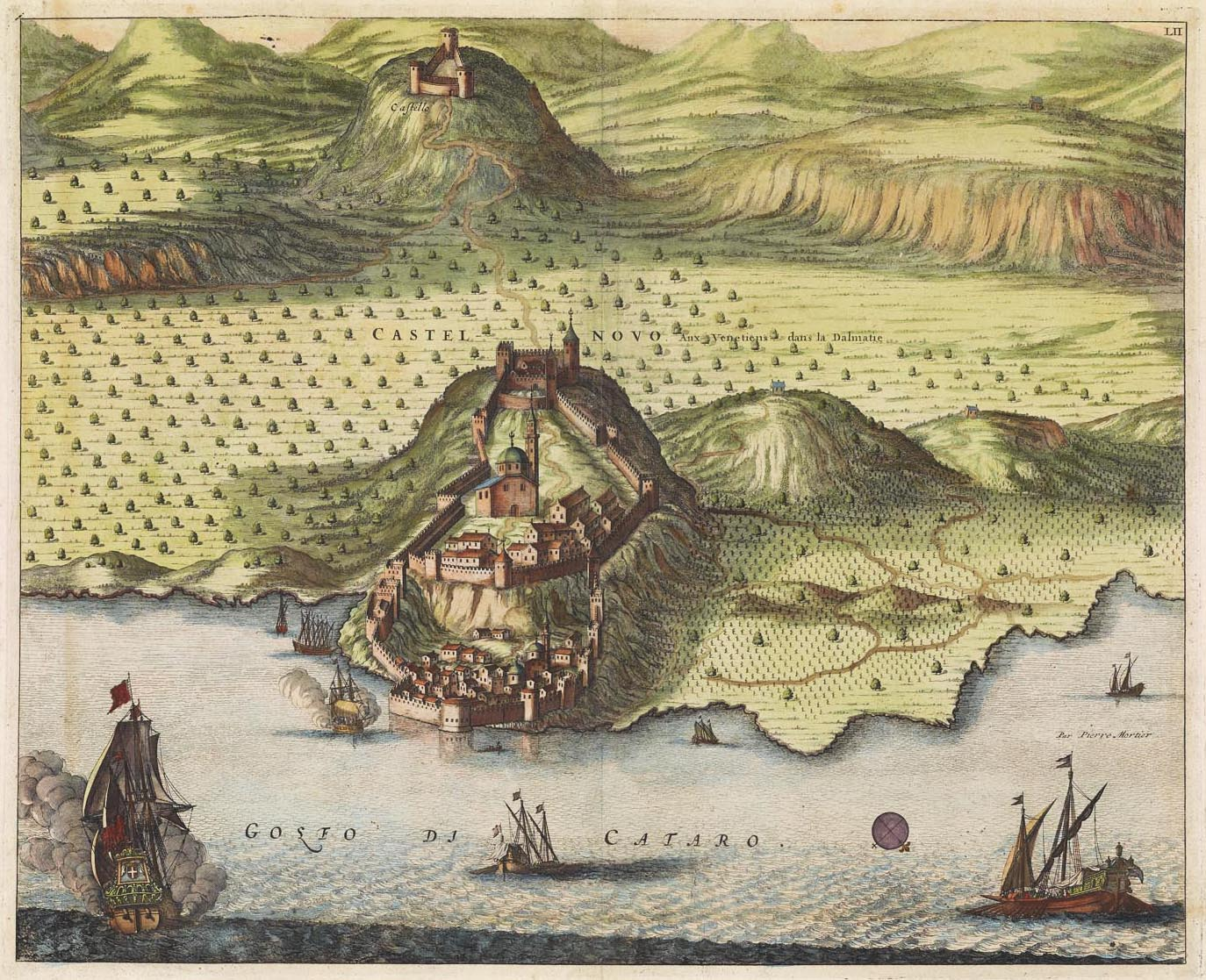
Pierre Mortier, incisione in rame raffigurante Castelnuovo ed il golfo di Cattaro, c. 1700

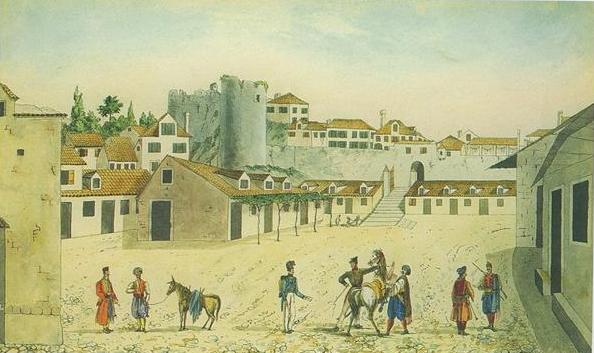
Castelnuovo nel 1837

I primi abitanti noti dei dintorni di Castelnuovo furono gli Illiri, anche se già nel V secolo a.C. la regione era ben nota ai commercianti greci. La regione fu presa dai Romani nel III secolo a.C. e rimase parte dell'Impero romano d'Occidente fino alla caduta di quest'ultimo (476); dopodiché passò per sei secoli a Bisanzio.
Risale invece al VI secolo l'arrivo delle prime popolazioni slave, che si insediarono fittamente nella regione delle Bocche, creando i primi autogoverni (Dračevica, ducato di Zeta). Successivamente venne l'epoca delle signorie Nemanjić, Vojinović e Balšići.
La città di Castelnuovo fu fondata però molto più tardi, nel 1382, col nome di Sveti Stefan ("Santo Stefano") dal bano bosniaco re Tvrtko I, che voleva crearsi un proprio porto per affrancarsi dalle città mercantili di Ragusa e Cattaro. I nomi Castrum Novum, Castel Nuovo e Herceg Novi, con cui la città è divenuta in seguito nota, sono dovuti appunto al fatto che si tratta di una delle città dell'Adriatico di più recente fondazione.
Il nome originale della città (Herceg Novi) conserva anche un riferimento al duca Stjepan Vukčić Kosača, sotto il quale Castelnuovo conobbe una grande fioritura: il titolo ducale (herceg; cfr. il tedesco Herzog) venne difatti attribuito alla città e alla provincia dell'Erzegovina (Hercegovina).
Castelnuovo fu conquistata dai Turchi nel 1482, che la tennero (salvo una breve interruzione nel periodo 1538-1539) per ben due secoli fino al 1687 quando Gerolamo Cornaro, provveditore generale in Dalmazia per conto della Repubblica di Venezia, piegò la resistenza turca dopo un duro assedio.
La città, cinta da antiche mura e divisa in un borgo inferiore ed uno superiore, divenne da allora sede di una modesta guarnigione sotto il comando di un castellano, mentre un altro gentiluomo veneziano, con il titolo di Provveditore, assunse il governo civile e giudiziario, sotto l'autorità del Provveditore generale e ordinario di Dalmazia e Albania.
Caduta la Repubblica di Venezia, Castelnuovo fu sotto dominazione austriaca fino al 26 dicembre 1805, quando con la firma della pace di Presburgo fu ceduta all'Impero russo. Il 7 luglio 1807, con la ratifica della pace di Tilsit, Castelnuovo tornò nuovamente sotto sovranità francese fino al 1813. Tra il 1813 ed il 1814 la città fu occupata dai montenegrini. Infine, col Congresso di Vienna del 1815, Castelnuovo venne assegnato, assieme a tutta la Dalmazia, all'Impero austriaco.
Il 26 giugno 1899 venne inaugurata a Castelnuovo la biblioteca serba, dedicata a San Sava.
Alla fine della prima guerra mondiale, il 7 novembre 1918 Castelnuovo venne conquistata dalle truppe serbe e successivamente assegnata al Regno dei Serbi, Croati e Sloveni, diventato nel 1929 Regno di Jugoslavia.
Durante la seconda guerra mondiale la città fu occupata dall'Italia fascista e annessa alla neocostituita provincia di Cattaro, suddivisione amministrativa del Governatorato della Dalmazia. Conquistata dalle truppe tedesche dopo l'armistizio, fu liberata dai partigiani jugoslavi il 28 ottobre 1944. Nel dopoguerra fu inclusa nel territorio della Repubblica Socialista di Montenegro.

## Monumenti e luoghi d'interesse

### Architetture militari
- Torre dell'Orologio, costruita nel 1667 durante la dominazione ottomana di Castelnuovo.
- Forte Mare
- Torre Insanguinata (Kanli Kula) costruita dagli Ottomani nel XVI secolo.
- Fortezza Spagnola, costruita dagli Ottomani nel XVI secolo.
- Resti della Cittadella, di epoca veneziana.

### Architetture religiose
- Chiesa di San Michele Arcangelo, di rito serbo ortodosso, fu costruita tra il 1833 ed il 1905.
- Chiesa di San Leopoldo Mandic, costruita nel XVII secolo durante la dominazione veneziana della città[7].
- Chiesa di San Geronimo, di rito cattolico, fu costruita nel 1856 su un edificio preesistente.
- Monastero Savina, fondato alla fine del XVII secolo da monaci provenienti dal Monastero Tvrdoš di Trebinje. Ospita tre differenti chiese e custodisce un prezioso tesoro.

## Società

### Etnie e minoranze straniere
Nel 1991 il censimento jugoslavo registrava il 41% di montenegrini e il 31% di serbi, mentre quello del 2003 il 52,4% di serbi, il 28,4% di montenegrini e il 2,45% di croati. Dal censimento del 2011, con l'indipendenza del Montenegro già raggiunta, risultava ancora prevalente la comunità dei serbi con il 48,9%; seguirono i montenegrini con il 33,7% e i croati con il 2,1%.

### La presenza autoctona di italiani
Agli inizi del XIX secolo la lingua più parlata in città era l'italiano, ma la minoranza dei castelnuovesi di lingua italiana venne gradualmente assimilata durante il secolo, tanto da risultare solo 114 nel 1880. Successivamente, la maggior parte degli italiani, lasciò la città soprattutto per l'Italia dopo la Grande guerra e dopo il Secondo conflitto.
Il censimento del 2011 rilevò il 0,10% di italiani (trenta dalmati italiani) della popolazione che fanno riferimento alla Comunità degli Italiani del Montenegro con sede nella vicina Cattaro.

## Geografia antropica

### Località

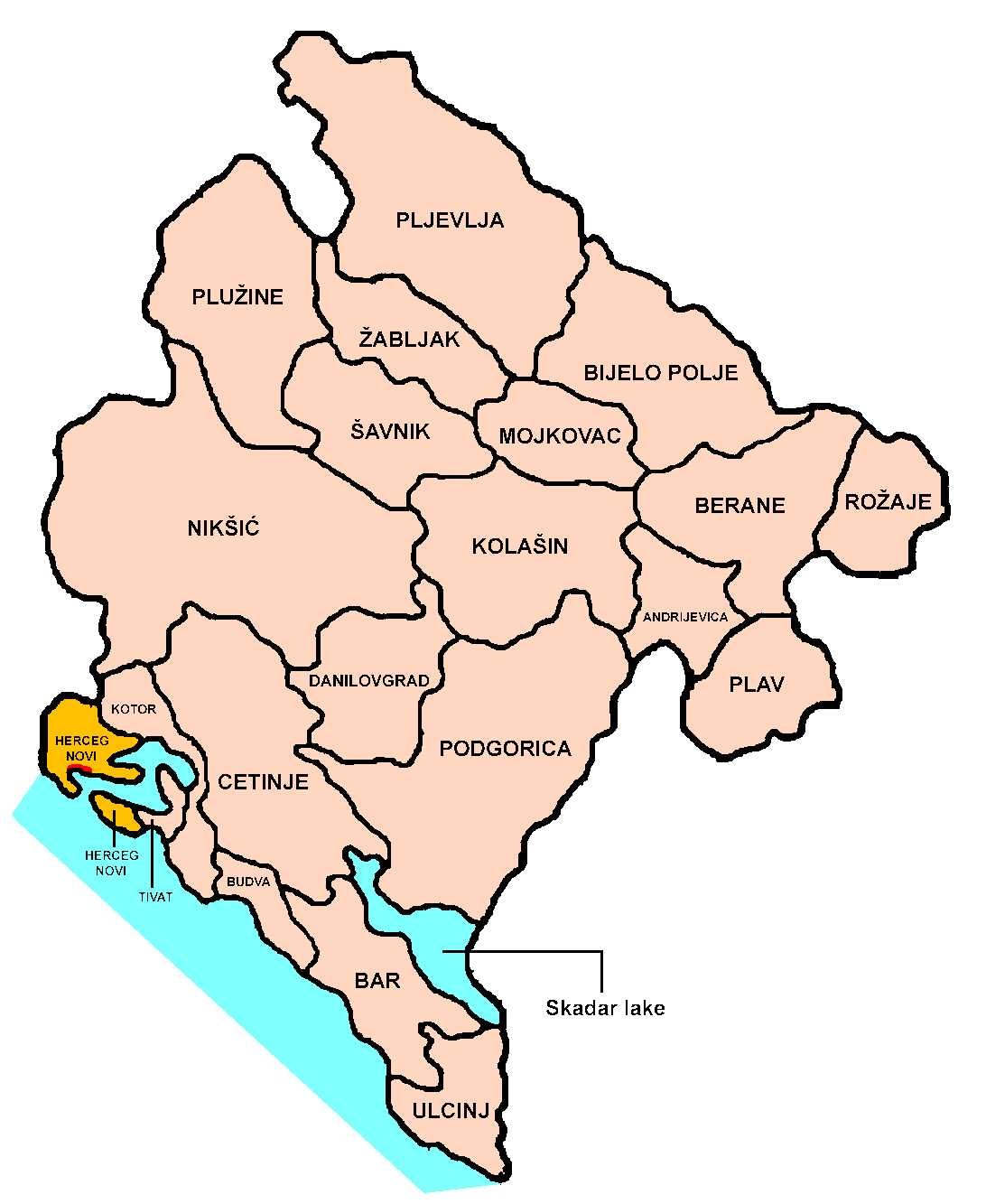
Il territorio di Castelnuovo

Il comune di Castelnuovo ha 40 località (alcune delle quali nella penisola di Lustizza):
| - Baossich, Porto Squaro (Baošići) - Bergulli (Brguli) - Bianca, San Pietro de Albis (Bijela) - Camenari (Kamenari) - Càmeno (Kameno) - Castelnuovo (Herceg Novi) - Clinzi o Clinge (Klinci) - Combùr (Kumbor) - Crussevizze (di Bianca) (Bijelske Kruševice) o Crussevizza (Kruševice) - Cutti (Kuti) - Gionovich o Paxtecum (Đenovići) - Giurich o Zurici (Đurići) - Igalo o Jgalo o Igado (Igalo) - Jossizza o Giossizza o anche Porto Padova (Jošica) - Gnivizze (Njivice) - Mardari (Mardari) - Megline o Melligne (Meljine) - Mercovi (Mrkovi) - Mòides (Mojdež) - Mocrine (Mokrine) | - Podi (Podi) - Porto Rose (Rose) - Prievor (Prijevor) - Punta d'Ostro o Penisola di Prevlaca (Oštri Rt) o (Prevlaka) - Radovanich (Radovanići) - Ratissevina (Ratiševina) - Repaj (Repaji) - Sassovich o Villa dei Sàssoni (Sasovići) - Sutorina, già Sant'Irene (Sutorina) - Santo Stefano (Sušćepan) - Sitnizza (Sitnica) - Sliebi o Sliebbi o San Niccolò (Žlijebi) - Spuglie (Špulje) - Sterpo (Strp) - Trebesin o Trebéssino (Trebesin) - Ubli o Planobaròn o (Ubli) - Verbagne (Vrbanj) - Zaberghie o Zabergie (Zabrđe) - Zelenica o Selènica (Zelenika) - Zivigne (Žvinje) |

## Economia

### Turismo

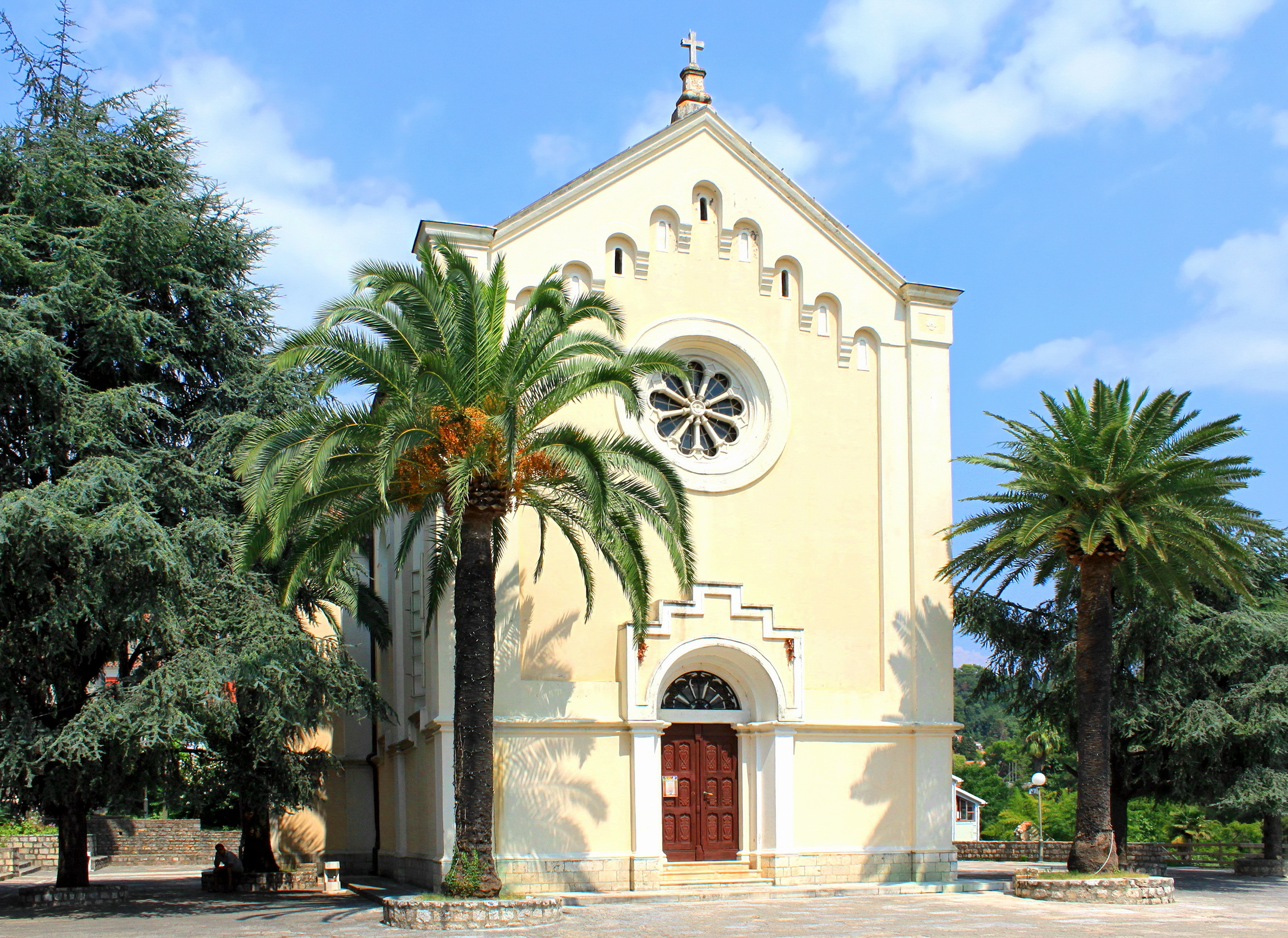
Chiesa di San Girolamo

Castelnuovo è una delle maggiori destinazioni turistiche del Montenegro, pur essendo priva di larghe spiagge sabbiose (le spiagge sono di ciottoli e talvolta anche ricoperte da piattaforme di cemento). In particolare durante l'estate la città cambia volto e si trasforma da tranquillo borgo marinaro a città del divertimento e della vita notturna. Mentre prima delle guerre jugoslave la città ospitava un terzo dei turisti del Montenegro, oggi tale primato è passato alle altre località costiere di Budua e Cattaro.
Un inconveniente che si ripercuote sul turismo è la penuria d'acqua che affligge la città, al punto che deve essere importata dalla vicina Croazia.

## Sport

### Pallanuoto
Lo Jadran è la società pallanuotistica cittadina, fondata nel 1926, è una delle più titolate del paese. Ha più volte vinto il campionato montenegrino, quello serbo-montenegrino ed anche due campionati jugoslavi.

## Amministrazione

### Gemellaggi
- Barletta[43][44]
- Guglionesi
- Smederevo
- Čajetina
- Zemun
- Levanger
- Kranj
- Bitola